# Horisontalplan
Horisontalplan är, inom geometri, fysik, astronomi och geografi, ett plan med horisontell orientering. Horisontalplanet är således ett plan som vid en given punkt är vinkelrät mot den riktning i vilken jordens (eller himlakroppens) gravitationskraft verkar, det vill säga vinkelrät mot den riktning i vilken ett lod hänger vid denna punkt. Horisontalplanet består av horisontella linjer genom en given punkt.
I ett tredimensionellt kartesiskt koordinatsystem anges en koordinats position i horisontalplanet av två horisontella dimensioner, vanligen kallade x och y, medan den vertikala dimensionen vanligen betecknas z. Konventionen är således att x-y-planet avser horisontalplanet.
Golv utformas i regel så lika horisontalplan som möjligt, det vill säga utan lutning, baserat på användning av vattenpass och/eller lod. Fastän havsytan och jordytan approximativt är sfäriska, betraktas de i vardagligt tal såväl som i småskaliga naturvetenskapliga modeller ofta som horisontalplan.
Inom radioteknik ritas riktade antenners signalstyrka i horisontalplanet för att visa förstärkning av signaler i önskad riktning, och dämpning av signaler i andra riktningar. Maximal signalstyrka ritas uppåt, i riktning 0 grader, ofta med referensnivå 0 decibel (det vill säga 100% effektförstärkning). Signalstyrkan i övriga riktningar bli således negativ mätt i decibel, eller mindre än 100%.   